# Нижнемитякин
Нижнемитякин — хутор в Тарасовском районе Ростовской области.
Входит в состав Красновского сельского поселения.

## География
Граничит с хутором Верхним Митякином — с севера и хутором Чеботовкой — с юга. С севера на юг через хутор протекает река Митякинка.

## История
Во время Великой Отечественной войны в ходе Воронежско-Ворошиловградской операции на окраине хутора состоялся знаменитый танковый бой, в ходе которого 13 июля 1942 года экипаж тяжёлого советского танка КВ-1 с командиром экипажа капитаном С. В. Коноваловым в составе механика-водителя Козыренцева, наводчика Дементьева, заряжающего Герасимлюка, младшего механика-водителя Акинина, стрелка-радиста Червинского и приданного в помощь экипажу техник-лейтенанта Серебрякова подбил 16 танков, 2 бронеавтомобиля и уничтожил 8 автомашин с живой силой противника. За этот бой 31 марта 1943 года Указом Президиума Верховного Совета СССР «за исключительное мужество и отвагу» С. В. Коновалову было присвоено звание Героя Советского Союза с вручением ордена Ленина и медали «Золотая Звезда».
На основе этих событий в 2018 году снят художественный фильм Несокрушимый.

## Население
| 2010 |
| ---- |
| 879  |

## Улицы
На хуторе имеются две улицы — Левобережная и Правобережная.